# Ománi-öböl
Az Ománi-öböl (ismert még: Ománi-tenger) az Arab-tenger északnyugati részén található. A Hormuzi-szoros választja el a Perzsa-öböltől. A Perzsa-öböl térségében kitermelt kőolajat, kőolajszármazékokat szállító hajók az Ománi-öblön haladnak tovább az Indiai-óceán felé.

## Országok
Négy ország fekszik az Ománi-öböl partján.
- Irán – 850 km tengerpart
- Omán – 750 km tengerpart
- Egyesült Arab Emírségek – 50 km tengerpart
- Pakisztán – 50 km tengerpart